# بنی قدمی (روستا)
 بنی قدمی  (در عربی:  بنی القَدمی )
نام روستایی است در دهستان بَنُو العَوّام از توابع استان حَجّه در کشور یمن در شبه جزیره عربستان.

## جمعیت
جمعیت آن (۴۰ ) نفر (۳ خانوار) می‌باشد.